# Marylène Patou-Mathis
Marylène Patou-Mathis, née le 16 juin 1955 à Paris, est une préhistorienne française, spécialiste des comportements des Néandertaliens et des San. Elle s'est interrogée sur les projections des préhistoriens sur les sociétés anciennes et questionne la place des femmes dans ces sociétés.

## Biographie
Marylène Patou-Mathis obtient une maîtrise de géologie à l’université Pierre-et-Marie-Curie (Paris VI), puis se spécialise en préhistoire avec un diplôme d'études approfondies (DEA) de géologie du Quaternaire, paléontologie humaine et préhistoire, à l'université Paris VI en 1981. Elle soutient sa thèse de doctorat en préhistoire, dans cette même université, en 1984.
Avant d'entrer au Centre national de la recherche scientifique (CNRS) en 1989, elle part vivre trois mois chez les San, chasseurs-cueilleurs du désert du Kalahari (Botswana).
Au cours de sa carrière, elle a travaillé sur le comportement de l'homme du Neandertal et s'est interrogée sur la place des femmes dans la Préhistoire. Si les premières études du XIXe siècle le considèrent comme un être violent et au cerveau limité, les travaux de Marylène Patou-Mathis contribuent à changer l’image du Néandertalien, celui-ci utilisant des plantes médicinales, soignant des fractures et enterrant ses morts. Elle déconstruit l'image de sociétés au paléolithique où les tâches seraient réparties selon le sexe de la personne et où les femmes auraient un statut inférieur à celui des hommes, ces thèses n'étant appuyées par aucune preuve archéologique.

## Parcours académique
Au sein du département Préhistoire du Muséum national d'histoire naturelle (MNHN), elle a été la vice-présidente du conseil scientifique de 2011 à 2014. Directrice, de 2013 à 2018, de l’équipe « Comportements des Néandertaliens et des Hommes anatomiquement modernes replacés dans leur contexte paléo-écologique » de l’UMR 7194 du CNRS, elle est, depuis janvier 2019, directrice adjointe de l’UMR 7194.

## Autres fonctions
- Organisation ou co-organisation de 15 rencontres internationales, en France (dont, en août 2011, le 11th International Conference of Archaeozoology - ICAZ) et à l’étranger[7]
- Jusqu’en octobre 2013, gestion scientifique des collections ostéologiques (faunes actuelles et fossiles) du département de Préhistoire du MNHN[7]
- Experte pour des prix de thèse, des dossiers ANR, de Referee (Research Grant application, Leakey Science Foundation)[7]
- 2008-2009 : expert judiciaire, nommée par la 1re chambre du tribunal de Paris pour l’expertise du mobilier (matériel archéologique) de la grotte Chauvet (Ardèche)[7]
- Commissaire d'expo, musée de l'Homme, 2018[3]
- Responsabilités éditoriales : membre de comité éditorial de plusieurs revues internationales et nationales[7]

## Publications

### Ouvrages
- [2005] La Préhistoire, Paris, éd. Fleurus, coll. « Voir l’Histoire », 2005.
- [2006] Néandertal. Une autre humanité, éd. Perrin, coll. « Tempus », 2006, 384 p. (résumé, présentation en ligne).
- [2007] Une mort annoncée, à la rencontre des Bushmen, derniers chasseurs-cueilleurs du Kalahari, éd. Perrin, 2007 (présentation en ligne).
- [2008] Lascaux : histoires d'une découverte (préf. Denis Vialou, ill. Christian Jegou), éd. Fleurus, 2008 (réimpr. 2019, Ouest-France), 80 p. (présentation en ligne).
- [2009] Mangeurs de viande : de la Préhistoire à nos jours, éd. Perrin, coll. « Tempus », 2009, 412 p. (présentation en ligne).
- [2011] Le Sauvage et le préhistorique, miroir de l'homme occidental. De la malédiction de Cham à l'identité nationale, éd. Odile Jacob, 2011, 400 p. (présentation en ligne, lire en ligne).
- [2013] Préhistoire de la violence et de la guerre, éd. Odile Jacob, 2013, 208 p. (présentation en ligne).
- [Patou-Mathis, Denys et al. 2014] Marylène Patou-Mathis, Christiane Denys (dir.) et al., Manuel de taphonomie, Arles, éd. Errance, coll. « Archéologiques », 2014, 271 p. (présentation en ligne).
- [2015] Histoires de mammouth, libr. Fayard, coll. « Histoire », 2015, 392 p. (présentation en ligne).
- [2018] Néandertal de A à Z, Allary éd., 25 janvier 2018, 640 p. (ISBN 978-2-37073-160-9, présentation en ligne, lire en ligne).
- [2020] L'homme préhistorique est aussi une femme, Allary éd., 1er octobre 2020, 352 p. (ISBN 978-2-37073-341-2, lire en ligne).

### Divers
- Au temps des mammouths (exposition), avec Alain Foucault, préface d'Yves Coppens, 2004
- La Préhistoire, DVD avec un livre de 79 p., 2008
- Madame de Néandertal, journal intime, roman (avec Pascale Leroy), Nil, 2014
- Marylène Patou-Mathis, « Non, les hommes n’ont pas toujours fait la guerre : Déconstruire le mythe d’une préhistoire sauvage et belliqueuse », Le Monde diplomatique,‎ juillet 2015 (lire en ligne)

## Distinctions
- 2014 : Chevalière de la Légion d'honneur
- 2002 : Prix de la Chancellerie des Universités de Paris
- 1995 : Médaille de la fondation Singer-Polignac
- 1984 : Lauréate de la fondation de la Vocation